# Verordnung über die Beseitigung von pflanzlichen Abfällen durch Verbrennen außerhalb von Abfallbeseitigungsanlagen
Eine Verordnung über die Beseitigung von pflanzlichen Abfällen außerhalb von Abfallbeseitigungsanlagen ist eine Rechtsverordnung einer deutschen Landesregierung, die aufgrund der Ermächtigung in § 4 Abs. 4 des Abfallbeseitigungsgesetzes, § 27 Abs. 3 des Kreislaufwirtschafts- und Abfallgesetzes in der bis zum 30. Mai 2012 geltenden Fassung bzw. § 28 Abs. 3 des Kreislaufwirtschaftsgesetzes (KrWG) die Beseitigung pflanzlicher Abfälle außerhalb von Abfallbeseitigungsanlagen zulässt.
Voraussetzung ist, dass hierfür ein Bedürfnis besteht und eine Beeinträchtigung des Wohls der Allgemeinheit nicht zu besorgen ist. Gestattet ist das Verbrennen in der Regel nur dann, wenn es keine alternativen Entsorgungsmöglichkeiten in der Umgebung gibt. Die Rechtsverordnung regelt typischerweise die Voraussetzungen und die Art und Weise der Beseitigung.

## Deutschland

### Pflanzliche Abfälle im Abfallrecht
Als Grundprinzip der Kreislaufwirtschaft gilt auch für pflanzliche Abfälle das bundesrechtliche Vermeidungsgebot (§ 7 Abs. 1 KrWG).
Unvermeidbare Bioabfälle wie Hecken- und Baumschnitt von gärtnerisch genutzten Böden im Sinne des § 3 Abs. 7 KrWG sind nach der Bioabfallverordnung grundsätzlich zu verwerten (§ 7 Abs. 2, § 11 Abs. 2 KrWG).
Die Erzeuger oder Besitzer von Abfällen, die nicht verwertet werden, sind grundsätzlich verpflichtet, diese zu beseitigen. Abfälle dürfen zum Zweck der Beseitigung nur in den dafür zugelassenen Anlagen oder Einrichtungen (Abfallbeseitigungsanlagen) behandelt, gelagert oder abgelagert werden. Abweichend davon können die zuständigen Behörden nach § 28 Abs. 2 KrWG im Einzelfall durch Verwaltungsakt oder die Landesregierung nach § 28 Abs. 3 KrWG durch Rechtsverordnung die Beseitigung bestimmter Abfälle oder bestimmter Mengen dieser Abfälle außerhalb von Abfallbeseitigungsanlagen zulassen. Eine Einzelfallregelung nach § 28 Abs. 2 KrWG kann auch im Wege einer Allgemeinverfügung im Sinne von § 35 Satz 2 VwVfG ergehen.

### Übersicht der einzelnen landesrechtlichen Regelungen
- Baden-Württemberg: Verordnung der Landesregierung über die Beseitigung pflanzlicher Abfälle außerhalb von Abfallbeseitigungsanlagen vom 30. April 1974[3]
- Bayern: Verordnung über die Beseitigung von pflanzlichen Abfällen außerhalb zugelassener Beseitigungsanlagen (Bayerische Pflanzenabfall-Verordnung – PflAbfV) in der Fassung der Bekanntmachung vom 13. März 1984[4]
- Berlin: In Berlin wurden seitens des Senats keine Ausnahmeregelungen in Form einer Rechtsverordnung zugelassen. Daher ist das Verbrennen pflanzlicher Abfälle generell verboten.
- Brandenburg: Verordnung über die Entsorgung von kompostierbaren Abfällen und pflanzlichen Abfällen außerhalb von zugelassenen Abfallentsorgungsanlagen (Abfallkompost- und Verbrennungsverordnung-AbfKompVbrV) vom 29. September 1994[5]
- Bremen: Keine Ausnahmeregelungen, siehe Berlin.
- Hamburg: Verordnung über die Beseitigung von Abfällen außerhalb von Abfallbeseitigungsanlagen vom 15. Oktober 1974[6]
- Hessen: Verordnung über die Beseitigung von pflanzlichen Abfällen außerhalb von Abfallbeseitigungsanlagen (PflAbfV,HE) vom 17. März 1975 (GVBl. I 1975 S. 48 vom 19. März 1975)[7]
- Mecklenburg-Vorpommern:  Landesverordnung über die Entsorgung pflanzlicher Abfälle außerhalb von Abfallentsorgungsanlagen (Pflanzenabfalllandesverordnung – PflanzAbfLVO M-V) vom 18. Juni 2001[8]
- Niedersachsen: Verordnung über die Beseitigung von pflanzlichen Abfällen und Treibsel außerhalb von Abfallbeseitigungsanlagen (Pflanzenabfallverordnung – PflAbfVO) vom 14. Januar 2015, Nds. GVBl. Nr. 1/2015
- Nordrhein-Westfalen: Eine landesrechtliche Regelung besteht seit der Aufhebung der Pflanzen-Abfall-Verordnung im Land Nordrhein-Westfalen nicht mehr.[9] Pflanzliche Abfälle dürfen aber mit Zustimmung der Gemeinde durch Einzelfallgenehmigungen verbrannt werden.[10]
- Rheinland-Pfalz: Landesverordnung über die Verbrennung pflanzlicher Abfälle außerhalb von Abfallbeseitigungsanlagen vom 4. Juli 1974[11]
- Saarland: Verordnung über die Entsorgung von pflanzlichen Abfällen außerhalb von Abfallentsorgungsanlagen (Pflanzenabfallverordnung – PflanzAbfV) vom 31. August 1999[12]
- Sachsen: Verordnung der Sächsischen Staatsregierung über die Entsorgung von pflanzlichen Abfällen (Pflanzenabfallverordnung – PflanzAbfV) vom 25. September 1994[13]
- Sachsen-Anhalt: Die Verordnung über die Entsorgung pflanzlicher Gartenabfälle außerhalb von Abfallentsorgungsanlagen (GartAbfVO) vom 25. Mai 1993[14] überträgt die Ermächtigung gem. § 28 Abs. 3 Satz 3 KrWG auf die Landkreise und kreisfreien Städte.[15]
- Schleswig-Holstein: Landesverordnung über die Entsorgung von pflanzlichen Abfällen außerhalb von Abfallentsorgungsanlagen vom 1. Juni 1990[16]
- Thüringen: Thüringer Verordnung über die Beseitigung von pflanzlichen Abfällen (Thüringer Pflanzenabfall-Verordnung – ThürPflanzAbfV) vom 2. März 1993[17]

### Voraussetzungen und Art und Weise der Beseitigung
Die Beseitigung von pflanzlichen Abfällen außerhalb von Abfallbeseitigungsanlagen ist in den einzelnen Bundesländern uneinheitlich geregelt.
In Bremen und Berlin besteht ein generelles Verbot.
Den bestehenden Regelungen der anderen Bundesländer ist gemeinsam, dass pflanzliche Abfälle vorrangig durch Verrottung bzw. Kompostierung, auch an Sammelstellen oder in Kompostierungsanlagen zu verwerten sind. In Thüringen ist seit dem 1. Januar 2016 nur noch die Verrottung, nicht aber das Verbrennen außerhalb von Abfallbeseitigungsanlagen zulässig, ebenso in Hamburg seit Oktober 2017. In anderen Bundesländern dürfen ausnahmsweise Gartenabfälle auf dem Grundstück, auf dem sie angefallen sind oder auch außerhalb davon (Forstabfälle), verbrannt werden. Soweit eine bloße Anzeigepflicht besteht (Bayern, Hessen, Niedersachsen), handelt es sich rechtstechnisch um eine Erlaubnis mit Verbotsvorbehalt, eine Genehmigungspflicht wie in Brandenburg bedeutet rechtstechnisch ein Verbot mit Erlaubnisvorbehalt.
Eine Einschränkung kann für pflanzliche Abfälle aus Haushaltungen und Gärten gelten, deren Verbrennung generell unzulässig sein kann (Brandenburg). Das Verbrennen ist dann nur für bestimmte pflanzliche Abfälle aus der Land- und Forstwirtschaft sowie Betrieben des Erwerbsgartenbaus erlaubt (Bayern).
Die Verbrennung kann nur in bestimmten Monaten (Saarland: März und Oktober), an bestimmten Wochentagen (sog. Brenntagen) und nur zu bestimmtenTageszeiten (Hessen: Montag bis Freitag in der Zeit von 8:00 bis 16:00 Uhr, samstags von 8:00 bis 12:00 Uhr) zulässig sein (Niedersachsen: zeitliche und räumliche Beschränkung durch Nebenbestimmung der Behörde). Bei der Verbrennung müssen Mindestabstände zu Straßen, Gebäuden, Flughäfen oder Naturschutzgebieten eingehalten und die Feuer beaufsichtigt werden. Witterungsbedingt kann das Verbrennen unzulässig sein, beispielsweise bei starkem Wind oder bei Waldbrandgefahr.
Erloschene Verbrennungsrückstände sind möglichst bald in den Boden einzuarbeiten oder mit Erde abzudecken.
Verstöße werden als Ordnungswidrigkeit mit einem Bußgeld geahndet (vgl. § 69 Abs. 1 Nr. 8 KrWG).

### Brauchtumsfeuer
Brauchtumsfeuer, wie z. B. Osterfeuer, haben nicht das Verbrennen von Abfällen zum Ziel, sondern dienen der Brauchtumspflege. Ihre Zulässigkeit ist daher nicht abfallrechtlich geregelt, sondern beurteilt sich zumeist nach Landesimmissionsschutz- oder aber nach allgemeinem Sicherheits- und Ordnungsrecht (Brandschutz). Ergänzend kann das Naturschutzrecht der Länder einschlägig sein, das ein Entzünden von offenem Feuer in gesetzlich geschützten Biotopen untersagt, etwa § 20 Naturschutzausführungsgesetz (Mecklenburg-Vorpommern). Brauchtumsfeuer sind auch unter Gesichtspunkten des Schutzes von Kleintieren problematisch.
In Nordrhein-Westfalen ist zum Beispiel nach § 7 Abs. 1 LImschG das Verbrennen von Gegenständen im Freien untersagt, soweit die Nachbarschaft oder die Allgemeinheit hierdurch gefährdet oder erheblich belästigt werden können. Die Gemeinden können jedoch durch ordnungsbehördliche Verordnung, die zuständigen Behörden im Einzelfall nach Ermessen Ausnahmen von dem Verbot zulassen, wenn lediglich kurzfristig mit Luftverunreinigungen zu rechnen ist (§ 7 Abs. 2 LImschG).
Eine vergleichbare Regelung gibt es in § 7 des Brandenburgischen Landesimmissionsschutzgesetzes. Für Osterfeuer sind generell Ausnahmen vom immissionsschutzrechtlichen Verbrennungsverbot erforderlich.
Das OVG Münster sieht ein starkes Indiz für ein Brauchtums(Oster-)feuer darin, dass das Feuer von in der Ortsgemeinschaft verankerten Glaubensgemeinschaften, Organisationen und Vereinen ausgerichtet wird und im Rahmen einer öffentlichen Veranstaltung für jedermann zugänglich ist. Zum einen stelle das Gemeinschaftserlebnis den besonderen Sinnbezug des Osterfeuers her oder fördere ihn zumindest, zum anderen dränge sich in diesen Fällen nicht die ansonsten nahe liegende Sorge auf, dass lediglich Pflanzenabfälle unter dem Vorwand eines Osterfeuers illegal beseitigt werden sollen. Wird dagegen Pflanzenschnitt von Landwirten oder Gartenbesitzern privat oder im privaten Kreis verbrannt, handelt es sich nicht schon dann um ein Brauchtumsfeuer, wenn und nur weil das Verbrennen (regelmäßig) zur Osterzeit geschieht.
Werden pflanzliche Abfälle im Rahmen überlieferten Brauchtums verbrannt, bedarf es im Saarland keiner Anzeige nach der Pflanzenabfallverordnung. Aufgrund des Saarländischen Polizeigesetzes erlassene örtliche Polizeiverordnungen können jedoch eine bußgeldbewehrte Anzeigepflicht für Brauchtumsfeuer vorsehen, ebenso in Sachsen, Sachsen-Anhalt und Schleswig-Holstein. In Bayern hat das Staatsministerium des Innern eine landesweit gültige Verordnung über die Verhütung von Bränden (VVB) erlassen.
In Bremen ist das Abbrennen von Feuern der Ortspolizeibehörde spätestens 14 Tage vorher anzuzeigen. Das Hessische  Ministerium für Umwelt, Energie, Landwirtschaft und Verbraucherschutz empfiehlt den Gemeinden den Erlass einer Gefahrenabwehrverordnung nach § 74 HSOG. Danach sind Brauchtumsfeuer der örtlichen Ordnungsbehörde ebenfalls mindestens 14 Tage vor der Veranstaltung anzuzeigen.

### Rechtspolitik
Für pflanzliche Abfälle stehen inzwischen praktisch flächendeckend Entsorgungsmöglichkeiten zur Verfügung. Der Ausnahmecharakter der Gartenabfallverbrennung erhält dadurch ein deutlich steigendes Gewicht. Hinzu kommt, dass auch bei ordnungsgemäßer Nutzung bestehender Verbrennungsverordnungen die lokale Luftbelastung durch Feinstaub den EU-Tageswertes von 50 µg/m³ überschreiten kann.

## Österreich
Nach § 3 Abs. 1 des Bundesluftreinhaltegesetzes (BLRG) ist sowohl das punktuelle als auch das flächenhafte Verbrennen von Materialien außerhalb dafür bestimmter Anlagen verboten. Ausnahmen sind möglich aufgrund einer Verordnung des Landeshauptmanns oder im Einzelfall durch Bescheid der Bezirksverwaltungsbehörde (§ 3 Abs. 4 und Abs. 5 BLRG) etwa für das Verbrennen von schädlings- und krankheitsbefallenen Materialien, das Räuchern im Obst- und Weingartenbereich als Maßnahme des Frostschutzes oder auch für Feuer im Rahmen von Brauchtumsveranstaltungen.

## Schweiz
Nach Art. 30 des Umweltschutzgesetzes (USG) sind Abfälle soweit möglich zu vermeiden oder zu verwerten. Die Entsorgung muss umweltverträglich sein. Abfälle dürfen ausserhalb von Anlagen nicht verbrannt werden. Davon ausgenommen ist das Verbrennen natürlicher Wald-, Feld- und Gartenabfälle, wenn dadurch keine übermässigen Immissionen entstehen (Art. 30c USG). Nach Art. 26b der Luftreinhalte-Verordnung (LRV) dürfen natürliche Wald-, Feld- und Gartenabfälle ausserhalb von Anlagen verbrannt werden, wenn sie so trocken sind, dass dabei nur wenig Rauch entsteht. Die Kantone können einerseits im Einzelfall das Verbrennen von nicht ausreichend trockenen Wald-, Feld- und Gartenabfällen bewilligen, wenn ein überwiegendes Interesse besteht und keine übermässigen Immissionen entstehen. Sie können andererseits das Verbrennen von Wald-, Feld- und Gartenabfällen ausserhalb von Anlagen für bestimmte Gebiete oder Zeiten einschränken oder verbieten, wenn übermässige Immissionen zu erwarten sind.
Brauchtumsfeuer, etwa anlässlich des Bundesfeiertags am 1. August, sind zulässig.